# Wolf Matthias Friedrich
Wolf Matthias Friedrich (* 21. Juni 1957 in Schönheide) ist ein deutscher Sänger (Bassbariton), der sich als Opern- und Konzertsänger besonders der Alten Musik widmet.

## Leben
Wolf Matthias Friedrich studierte Gesang bei Eva Schubert an der Hochschule für Musik und Theater „Felix Mendelssohn Bartholdy“ in Leipzig. 1980 war er Preisträger beim Internationalen Dvořák-Wettbewerb in Karlovy Vary. Von 1982 bis 1986 war er Mitglied des Opernstudios der Staatsoper Dresden. 1989 gastierte er im Rahmen der Herbstlichen Musiktage Bad Urach in einer konzertanten Aufführung der Oper Das Nachtlager in Granada in der Stadthalle Metzingen. 1999 trat er bei den Schwetzinger Festspielen (Armida) und den Musikfestspielen Potsdam auf. Seither ist Friedrich regelmäßig als Opernsänger in Erscheinung getreten (siehe unten). Von 2014 bis 2016 war er Mitglied des Ensembles des Hessischen Staatstheaters Wiesbaden.
Opern- und Konzertverpflichtungen führten Friedrich in zahlreiche Länder Europas sowie nach Nord- und Südamerika, Asien und Australien. Dabei arbeitete er mit Dirigenten wie Howard Arman, Michel Corboz, Alessandro De Marchi, Rafael Frühbeck de Burgos, Roy Goodman, Philippe Herreweghe, Marek Janowski, Fabio Luisi, Rudolf Lutz, Nicholas McGegan, Kurt Masur, David Timm und Roland Wilson zusammen. Mit Norman Shetler realisierte er Liedprojekte mit Werken von Schubert, Mendelssohn Bartholdy und Loewe. Friedrichs Repertoire reicht schwerpunktmäßig vom Frühbarock bis zur Romantik, er wirkte aber auch an Ur- und Erstaufführungen zeitgenössischer Musik mit, darunter Werke von Udo Zimmermann (Kammeroper Weiße Rose), Shih (Kammeroper Vatermord), Hans Georg Pflüger und Wilfried Maria Danner.
2002 zählte Friedrich zu den Begründern des Kerll-Rosenmüller-Festes, das von 2002 bis 2006 jährlich in seiner vogtländischen Heimat stattfand. Dabei wurden Werke der im Vogtland geborenen Barock-Komponisten Johann Caspar Kerll, Johann Rosenmüller und Sebastian Knüpfer zur Aufführung gebracht. 2004 sang er die Titelrolle im Oratorium Elias von Mendelssohn Bartholdy bei Festspielen in Nantes und Lissabon unter der Leitung von Peter Neumann. Im selben Jahr trat er unter der Leitung von Paul Dyer mit dem Australian Brandenburg Orchestra in Sydney und dem Malaysian Philharmonic Orchestra in Kuala Lumpur auf. 2005 und 2007 trug er in Leipzig Partien aus Wagner-Opern in Konzerten unter der Leitung von David Timm vor: als Holländer (Der fliegende Holländer) und Hans Sachs (Die Meistersinger von Nürnberg).
Friedrich gehört zur Stammbesetzung des solistischen Vokalensembles Cantus Cölln unter der Leitung von Konrad Junghänel und war seit 2003 an CD-Aufnahmen des Ensembles beteiligt, darunter eine Gesamteinspielung des Altbachischen Archivs, die mehrere Auszeichnungen erhielt.
Bei der seit November 2006 in der Schweiz laufenden Gesamtaufführung des Vokalwerks von Johann Sebastian Bach durch die J. S. Bach-Stiftung mit Rudolf Lutz als Dirigent wurde Friedrich 15-mal als Bass-Solist engagiert (Stand April 2021), so schon im Dezember 2006 für die Kantate BWV 132 oder im Jahr 2012 für die Matthäuspassion. Das Video der Aufführung der Kantate BWV 147, bei der Friedrich im Dezember 2015 mitwirkte, wurde innerhalb von drei Jahren rund 150.000-mal abgerufen.
Friedrichs Diskografie umfasst rund 70 CDs und DVDs (Stand 2021), vorwiegend mit Werken der Renaissance- und Barockzeit (u. a. Bach, Biber, Buxtehude, Byrd, Förtsch, Gabrieli, Händel, Hasse, Krieger, Lotti, Mattheson, Monteverdi, Praetorius, Nicolai, Rosenmüller, Rothe, Schütz, Steffani, Telemann, Vivaldi, Weckmann), aber auch mit Werken späterer Epochen (Beethoven, Cherubini, Haydn, Hertel, Hummel, Jommelli, Kreutzer, Schubert, Vogler, Wagner).

## Opernrollen (Auswahl)
Quelle:
- 2000: Plutone in La divisione del mondo von Legrenzi. Schwetzinger Festspiele und Innsbrucker Festwochen der Alten Musik, musikalische Leitung Thomas Hengelbrock, Regie Philippe Arlaud. (Erste moderne Wiederaufführungen des Werkes.[11])
- 2002/03: Licomede in Deidamia von Händel. Händel-Festspiele Halle, musikalische Leitung Alessandro De Marchi, Regie Nicholas Broadhurst.
- 2006/07: Publio in La clemenza di Tito von Mozart. Ständetheater Prag (Ort der Uraufführung), musikalische Leitung Alessandro De Marchi, Inszenierung Ursel und Karl-Ernst Herrmann.
- 2008: Zoroastro in Orlando von Händel bei den Internationalen Händel-Festspielen Göttingen. Deutsches Theater Göttingen, musikalische Leitung Nicholas McGegan, Regie Catherine Turocy.
  - 2009: Wiederaufnahme im Schlosstheater Drottningholm bei Stockholm.
  - 2011: Friedrich sang diese Partie beim Ravinia Festival, dem MostlyMozart Festival New York und beim Tanglewood Music Festival mit dem Philharmonia Baroque Orchestra unter Nicholas McGegan.
- 2008: Osmin in Die Entführung aus dem Serail von Mozart. Schlosstheater des Neuen Palais in Sanssouci, musikalische Leitung Konrad Junghänel, Regie Uwe Eric Laufenberg.
  - 2010: Wiederaufnahme an der Oper Köln, Aufführungen im Palladium in Köln-Mülheim.
  - 2011: Aufführung vor kurdischem Publikum in Sulaimaniyya als erste Opernaufführung im Irak.
  - 2015 und 2017: Neufassung im Großen Haus des Hessischen Staatstheaters Wiesbaden.
- 2009: Meraspe in Admeto von Händel bei den Internationalen Händel-Festspielen Göttingen. Deutsches Theater Göttingen, musikalische Leitung Nicholas McGegan, Regie Doris Dörrie. Danach Gastspiel beim Edinburgh International Festival.
- 2009: Taddeo in L’italiana in Algeri von Rossini. Oper Köln, musikalische Leitung Will Humburg, Inszenierung, Bühne und Kostüme Jean-Pierre Ponnelle.
- 2010: Zoroastro in Orlando von Händel. Komische Oper Berlin, musikalische Leitung Alessandro De Marchi, Inszenierung Alexander Mørk-Eidem.
- 2010: Masetto in Don Giovanni von Mozart. Oper Köln, musikalische Leitung Markus Stenz, Regie Uwe Eric Laufenberg.
- 2010: Seneca in L’incoronazione di Poppea von Monteverdi. Oper Köln, musikalische Leitung Konrad Junghänel, Inszenierung von Dietrich Hilsdorf im ehemaligen Gerling-Quartier Köln. (April 2012: Wiederaufnahme im Palladium Köln.)
- 2011: Alaskawolfjoe in Aufstieg und Fall der Stadt Mahagonny von Kurt Weill. Oper Köln. Dirigent Lothar Koenigs, Inszenierung Katharina Thalbach.
- 2011: Argante in Rinaldo von Händel. Oper Köln, musikalische Leitung Alessandro De Marchi.
- 2012: Argante in Rinaldo von Händel. Ständetheater Prag, Dirigent Václav Luks, Inszenierung Louise Moaty.
- 2012: Tempo und Nettuno in Il ritorno d’Ulisse in patria von Monteverdi. Oper Köln.
- 2012: Caronte und Plutone in L’Orfeo von Monteverdi. Halbszenische Aufführungen in Brisbane, Sydney und Melbourne mit dem Australian Brandenburg Orchestra, musikalische Leitung Paul Dyer. Friedrich wurde für einen Helpmann Award nominiert.
- 2014: Oberlin in der Kammeroper Jakob Lenz von Wolfgang Rihm. Oper Köln, musikalische Leitung Alejo Pérez, Inszenierung Béatrice Lachaussée in der Trinitatiskirche Köln.
- 2014: Consalvo in Almira von Händel. Staatsoper Hamburg und Festwochen der Alten Musik in Innsbruck, musikalische Leitung Alessandro De Marchi.
- 2015: Don Alfonso in Così fan tutte von Mozart. Hessisches Staatstheater Wiesbaden, musikalische Leitung Konrad Junghänel, Regie Uwe Eric Laufenberg.
- 2016: Dikoj in Káťa Kabanová von Janáček. Hessisches Staatstheater Wiesbaden, musikalische Leitung Szolt Hamar, Inszenierung Matthew Wild. (2018 Wiederaufnahme, musikalische Leitung Philipp Pointner)
- 2016: Warlaam in Boris Godunow von Mussorgski. Hessisches Staatstheater Wiesbaden, musikalische Leitung Szolt Hamar.
- 2017: Gremin in Eugen Onegin von Tschaikowski. Hessisches Staatstheater Wiesbaden, Regie Vasily Barkhatov.
- 2018: Graf Waldner in Arabella von Richard Strauss. Hessisches Staatstheater Wiesbaden, musikalische Leitung Patrick Lange, Regie Uwe Eric Laufenberg.